# Józef Wang Yumei
Św. Józef Wang Yumei (chiń. 王玉梅若瑟) (ur. 1832 r. w Weixian, Hebei w Chinach – zm. 21 lipca 1900 r. w Daning, Hebei) – święty Kościoła katolickiego, męczennik.
Podczas powstania bokserów doszło do prześladowania chrześcijan. 21 lipca 1900 r. powstańcy aresztowali katolików z powiatu Wei w prowincji Hebei. Pierwszy został zabity Józef Wang Yumei, który przewodniczył wspólnocie wiernych ze wsi. Pozostali wśród których była (Łucja Wang Wang, Anna Wang i Andrzej Wang Tianqing), zostali zamknięci na klucz. Następnego dnia dostali wybór, że albo wyprą się wiary, albo zginą. Zostali zabici po odmowie apostazji.
Dzień jego wspomnienia to 9 lipca (w grupie 120 męczenników chińskich).
Został beatyfikowany 17 kwietnia 1955 r. przez Piusa XII w grupie Leon Mangin i 55 Towarzyszy. Kanonizowany w grupie 120 męczenników chińskich 1 października 2000 r. przez Jana Pawła II.